# Topçam-Talsperre (Aydın)
Die Topçam-Talsperre (türkisch Topçam Barajı) befindet sich 25 km südöstlich der Provinzhauptstadt Aydın in der gleichnamigen westtürkischen Provinz am Madran Çayı, einem rechten Nebenfluss des Çine Çayı im Einzugsgebiet des Großen Mäander.
Die Kreisstadt Çine liegt 10 km südlich der Talsperre.
Die Topçam-Talsperre wurde im Auftrag der staatlichen Wasserbehörde DSİ zum Zwecke der Bewässerung und des Hochwasserschutzes in den Jahren 1977–1985 erbaut.
Das Absperrbauwerk ist ein 56 m hoher Steinschüttdamm.
Das Dammvolumen beträgt 3,27 Mio. m³.  
Der zugehörige Stausee bedeckt eine Fläche von 4,4 km² und besitzt ein Speichervolumen von 97,7 Mio. m³.
Die Talsperre dient der Bewässerung einer Fläche von 4300 ha.